# HD 93549
HD 93549，又名CP-63 1649，SAO 251117、HR 4220，是一颗恒星，视星等为5.23，位于銀經289.88，銀緯-4.61，其B1900.0坐标为赤經10h 42m 50.9s，赤緯-63° -4.61′ 11″。